# أغنيس بوث
أغنيس بوث (بالإنجليزية: Agnes Booth) هي ممثلة أمريكية، ولدت في 4 أكتوبر 1843 في سيدني في أستراليا، وتوفيت في 2 يناير 1910 في بروكلين في الولايات المتحدة.

## وصلات خارجية
- أغنيس بوث على موقع قاعدة بيانات برودواي على الإنترنت (الإنجليزية)